# Salvatore Venuta
Salvatore Venuta (Celle di Bulgheria, 24 dicembre 1944 – Catanzaro, 3 aprile 2007) è stato un biologo e oncologo italiano, fondatore dell'Università degli Studi "Magna Græcia" di Catanzaro della quale è stato rettore fino alla sua morte.

## Biografia
Laureato in medicina e chirurgia presso l'Università di Napoli nel 1968, è stato contrattista dell'Istituto Superiore di Sanità diretto da Rita Levi-Montalcini, nella sezione di Neurochirurgia. Ha ottenuto il Ph.D. in biologia molecolare presso l'Università della California a Berkeley e le specializzazioni in "Igiene e Medicina Preventiva" e in "Oncologia".
È stato assistente universitario presso la seconda facoltà di Medicina e Chirurgia dell'Università di Napoli dal 1971 al 1980, professore incaricato di Biologia molecolare, di Biologia generale e professore straordinario in Biochimica.
Nel 1983 inizia l'attività accademica a Catanzaro come professore ordinario di Biochimica clinica presso la facoltà di Medicina e Chirurgia, sede decentrata dell'Università di Reggio Calabria, poi come ordinario di Oncologia e di Oncologia ematologica. In questo stesso periodo è direttore dell'Istituto di Oncologia Sperimentale e Clinica, direttore della Scuola di Specializzazione in Oncologia, coordinatore del Dottorato di Ricerca in Oncologia.
Dal 1985 al 1997 è Preside della facoltà di Medicina e Chirurgia del Polo di Catanzaro. È tra i fondatori, nel 1998, dell'Università degli Studi "Magna Græcia" di Catanzaro, che diventa un ateneo autonomo, di cui è il primo Rettore, rimanendo in carica fino alla morte, nel 2007.
In questi anni, è stato componente della Commissione Medicina della Conferenza dei Rettori delle Università Italiane. Dal 2002 è stato coordinatore del dottorato di ricerca internazionale in "Oncologia molecolare e sviluppo di approcci terapeutici innovativi" in collaborazione con la Albert-Ludwigs-Universitat Freiburg (Germania), la Roswell Park Cancer Institute, Buffalo, New York (USA), l'Istituto Gustave-Roussy Parigi (Francia). Dal 2004 è stato direttore della Scuola di Specializzazione in Radioterapia della facoltà di Medicina e Chirurgia dell'Università di Catanzaro.
È tra i sostenitori della realizzazione dell'innovativo campus dell'Università Magna Graecia di Catanzaro che sorge in Viale Europa che, dal 2006, è diventato sede centrale dell'Università, i cui corsi di laurea erano prima ospitati in vari edifici dislocati nel Centro Storico. È tra i fondatori del Policlinico Universitario "Mater Domini", situato oggi all'interno del Campus Universitario, specializzato in Oncologia.
Salvatore Venuta è morto, dopo un periodo di malattia, all'interno del Policlinico Universitario di Catanzaro, il 3 aprile 2007 ed a lui è stato intitolato il Campus.